# El sol de Breda
El sol de Breda es una novela del escritor español Arturo Pérez-Reverte. Es la tercera entrega de la colección Las aventuras del capitán Alatriste y fue publicada por primera vez en 1998.

## Personajes
- Diego Alatriste y Tenorio, "Capitán Alatriste"
- Íñigo Balboa y Aguirre
- Francisco de Quevedo
- Sebastián Copons
- Ambrosio Spinola
- Pedro de la Daga

## Trama
En este tercer capítulo el capitán Alatriste se encuentra en el Flandes bajo dominio español del siglo XVII: las  batallas y el asedio a la ciudad de Breda en 1625 por los Tercios españoles. El joven Íñigo de Balboa nos descubre de nuevo las aventuras que vivirá junto a Alatriste, pero en esta nueva aventura desempeña un papel más relevante: ser mochilero del Tercio Viejo de Cartagena, ayudando en todo al Tercio y viviendo con ellos los duros tiempos de guerra.
Íñigo será testigo del sometimiento de la ciudad por las tropas españolas.
Años más tarde conminará al pintor Diego Velázquez para que inmortalice, en su famoso cuadro, los rostros de los participantes en la batalla: el general Ambrosio Spínola (general del Tercio Viejo de Cartagena; aguerrido combatiente con visos políticos, que anegará la revuelta de sus hombres por falta de recompensa, pagando de sus propias arcas), el maestre de campo Pedro de la Daga (despreciativo con sus tropas hasta la crueldad) o el reservado capitán Carmelo Bragado y el valiente soldado Sebastián Copons, veteranos de las pasadas guerras en Nápoles y camaradas del capitán Alatriste. 
La aventura nos descubre los rigores de la guerra y cómo, en combate, no existe patria ni bandera, sino simplemente un deseo ineludible de sobrevivir.